# Bruchidius trifasciatus
Bruchidius trifasciatus là một loài bọ cánh cứng trong họ Bruchidae. Loài này được Motschulsky miêu tả khoa học năm 1866.